# Età degli dei

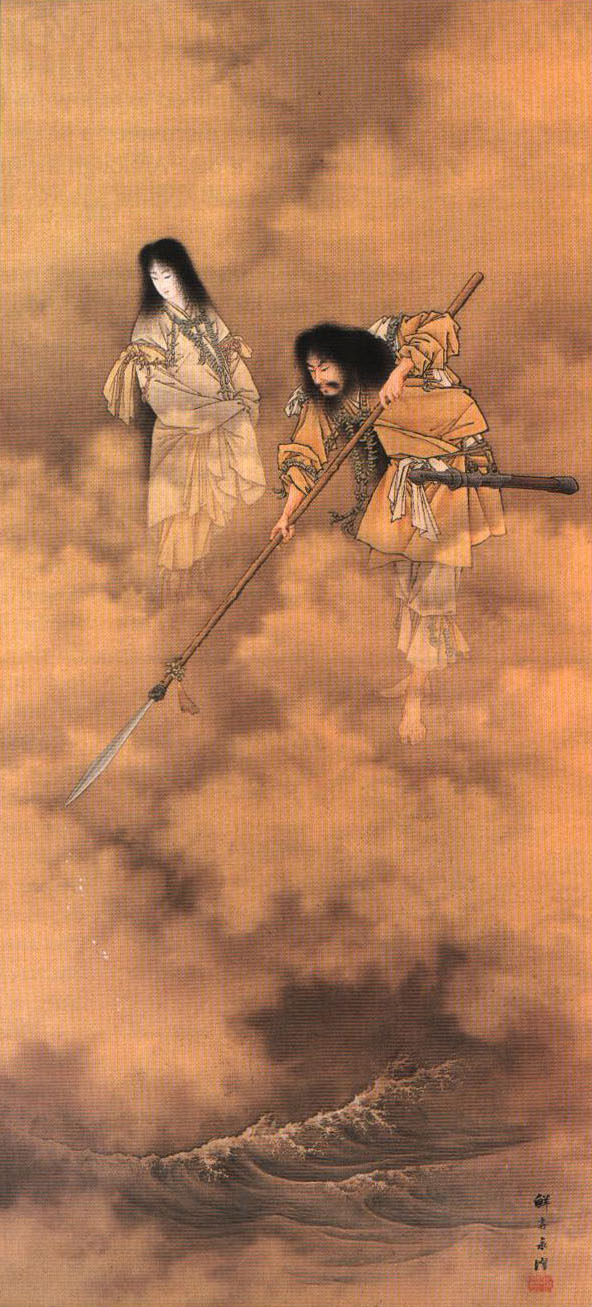
Izanagi e Izanami. Dipinto di Kobayashi Eitaku, c. 1885.

Nella mitologia giapponese, l'Età degli dèi (神代?, Kamiyo o Jindai) è il periodo precedente l'accessione di Jimmu, primo imperatore del Giappone. I miti kamiyo sono riportati nel "rotolo superiore" (Kamitsumaki) del Kojiki e nel primo e secondo capitolo del Nihongi. I regni dell'imperatore Jimmu e dei monarchi successivi sono considerati l'Età degli uomini (人代?, Hitoyo).

## Origine
Secondo l'antica mitologia, le isole giapponesi furono create da Izanagi e Izanami, i cui nomi significano rispettivamente "colui che invita" e "colei che invita". Essi si trovano su un ponte d'oro celeste con lo sguardo fisso sulla terra e i suoi oceani. Possiedono una lancia ornata di gioielli, chiamata Amenonuhoko, donata dagli dei o kami prima di loro. Immergono la lancia nell'oceano, creando le isole del Giappone, l'isola di Onogoro ("isola coagulata spontaneamente"). Scendendo giù dai cieli, Izanagi e Izanami creano la loro casa e un augusto pilastro centrale celeste. Decidendo di popolare la terra, Izanagi gira intorno al lato sinistro del pilastro mentre Izanami gira intorno al destro. Quando si incontrano sull'altro lato del pilastro, Izanami saluta il suo amore: "Oh, che bel giovane." Izanagi risponde con "Com'è delizioso, ho incontrato un'incantevole fanciulla." Essendo Izanami una donna e rivolgendo per prima la parola a un uomo, gli dei giudicano ciò inappropriato e maledicono la coppia per i loro bambini.
Il loro primo bambino Hiruko nasce orrendo e viene rigettato per la sua atrocità. Tentando e ritentando, non riescono a concepire un bambino sano. Gli dei spiegano a entrambi la loro maledizione e decidono di dare loro un'altra possibilità. Ancora una volta Izanagi e Izanami girano intorno al pilastro proprio come prima, solo che stavolta è Izanagi che parla per primo. L'accoppiamento è ora fruttuoso. Izanami dà alla luce le isole di Awaji, Iyo (in seguito Shikoku), Oki, Tsukushi (in seguito Kyūshū), Iki, Tsushima, Sado e infine Yamato (in seguito Honshū), la più grande. Chiamano la terra Oyashimakuni, la Terra delle Otto Grandi Isole. Dopo di ciò, Izanami dà alla luce in rapida successione alle altre isioe minori che circondano le principali, e al principale kami del mare e del porto, del vento, degli alberi, delle montagne, e così via.
Molti altri kami nascono dal grembo di Izanami, come Amaterasu, la dea del Sole, conosciuta sotto il nome di "Cielo illuminato dalla Grande Divinità", e il dio della Luna, Tsukiyumi (Tsukuyomi). Il suo splendore d'argento non è così bello come il fulgore d'oro di sua sorella, la dea del Sole. Mentre entrambi siedono in cima ai cieli, cominciano la loro rivalità fraterna, litigando e combattendo, infine decidono che non possono più vedersi faccia a faccia, creando così il giorno e la notte, che li separa.
L'ultimo kami concepito è il dio del fuoco, Kagutsuchi. Durante la nascita, Kagutsuchi brucia gravemente Izanami, che alla fine scivola via nella Terra di Yomi, l'oltretomba. Le lacrime che Izanagi versa alla morte di sua moglie creano ulteriori divinità. Infuriato alla vista del neonato kami del fuoco che era stato la causa della morte di Izanami, Izanagi estrae la spada e decapita il bambino. Il sangue che si attacca sulla spada genera otto kami marziali, tra cui l'importante Takemikazuchi-no-kami e il suo pari, Futsunushi-no-kami. Altri otto feroci kami delle montagne e del ferro emergono dal corpo e dalle membra dell'infante.
Nella sua angoscia, Izanagi segue sua moglie nell'oltretomba per salvarla e presto scopre la terribile verità. Della sua adorata Izanami non rimane nient'altro che un cadavere di morto vivente in putrefazione. Quando Izanagi fugge via per l'orrore, Izanami urla di collera contro il suo amore che l'abbandona: "Ogni giorno ucciderò mille persone nelle terre che abbiamo creato", e Izanagi risponde: "Ogni giorno creerò millecinquecento persone".

### Ulteriori letture
- Frederick Hadland Davis, Japan, from the age of the gods to the fall of Tsingtau, T. C. & E. C. Jack, 1916,  pp. 13-26, ISBN 978-1-120-30340-0 (archiviato dall'url originale l'11 settembre 2008).
- Louis-Frédéric Nussbaum e Käthe Roth, Japan encyclopedia, Cambridge, Harvard University Press, ISBN 978-0-674-01753-5, OCLC 58053128.